# Перша сілезька війна
Перша сілезька війна 1740—1742 років — перша з трьох так званих Сілезьких воєн, що відбувалась у межах війни за австрійську спадщину, в якій зіштовхнулись інтереси держави Пруссії та Австрії, якими управляли відповідно Фрідріх II Великий і Марія-Терезія, за контроль над австрійською Сілезією. Також у війні брали участь союзники обох сторін. Конфлікт завершився перемогою Прусського королівства і анексією ним більшої частини Сілезії, що мала змішане німецько-польсько-чесько-єврейське населення, під її владу. Надалі на цих територіях була сформована прусська провінція Сілезія. Два невеличких фрагмента на південному сході Сілезії залишились у складі Австрії і надалі отримали назву Австрійська Сілезія.

## Хронологія
- 16 грудня 1740 року Фрідріх II на чолі 25-тисячної армії вступив на територію Сілезії.
- 10 квітня 1741 — перемога Пруссії при Мольвиці.
- 18 травня 1741 — в Німфенбурзі укладено Німфенбурзький договір
- 26 листопада 1741 — баварська армія під проводом курфюрста Карла Альбрехта, саксонська армія та французький допоміжний корпус під командуванням маршала Шарля Фуке неочікуваним маневром захопили столицю Богемії Прагу.
- 17 травня 1742 — перемога Пруссії при Хотузиці.
- 1742: 11 червня укладено в Бреславлі, а 27 липня ратифіковано в Берліні Бреславльський мир, що завершив війну[4]. Відповідно до того договору Марія-Терезія була змушена поступитись Пруссії практично всією Сілезією — значущість для Австрії тієї втрати призвела невдовзі до Другої сілезької війни.